# G-STAGE
『G-STAGE』（ゴールデン・ステージ）は、1991年10月11日から1992年3月27日までフジテレビ系列局で毎週金曜 23:00 - 23:45 (JST) に生放送されたフジテレビ製作の音楽番組。

## 番組概要
深夜番組に力を入れていた当時の鹿内宏明会長の肝いりで放送開始。主に20代から30代の大人層をターゲットにした音楽番組で、基本的にはゲストの歌手がヒット曲や最新曲を披露するものだったが、毎回異なるテーマを設けてゲストとトークをするほか、街頭インタビューを基にしたリサーチ企画や、東京近郊からの夜間中継もあった。
司会は徳光和夫、堺正章、田代まさしのトリオが務めた。男性3人だけの司会は当時では珍しく、音楽番組としても異例であった。

## 出演者

### 司会
- 徳光和夫
- 堺正章
- 田代まさし

### 中継リポーター
- 木幡美子（当時フジテレビアナウンサー）

## エピソード
- 司会の徳光和夫と堺正章はかつて、日本テレビ系の『NTV紅白歌のベストテン』で司会者とリポーターの間柄であった（ちなみに堺は当時白組キャプテンだった。2011年7月2日放送分のTBS系料理番組『チューボーですよ!』で再び共演を果たした。田代も1980年から1981年にシャネルズとして出演している）。その関係は次番組である『ザ・トップテン』まで続くが、徳光が降板したためしばらく解消された。その『ザ・トップテン』の映像が1991年11月8日放送分の冒頭で使用されている（この回のテーマは「10年前」で、徳光：エレクトリックおじさん、堺：司会、田代：シャネルズとして出演、の順に映像が5秒ほど流れた）。
- 番組タイトル『G-STAGE』の正式な呼び名は『ゴールデン・ステージ』だったのだが浸透せず、一般的には『ジー・ステージ』と呼ばれていた。
- 構成作家の玉井喜代志が歌手「玉井しのぶ」として番組に出演する予定があったが、中止となったことがある。
- 1992年1月10日放送分（総集編）では、前番組の『ヒットパレード90's』生放送時のVTRから楽曲部分を数曲ほど借用している。

## スタッフ
- 構成：玉井貴代志
- 演奏：G-BAND
- ディレクター：深瀬雄介、菊地伸
- 演出：大前一彦
- プロデューサー：笠井一二、大前一彦
- 制作：フジテレビ第二制作部
- 制作著作：フジテレビ

## ネット局
系列は放送当時のもの。
| 放送対象地域  | 放送局             | 系列           | 備考   |
| ------------- | ------------------ | -------------- | ------ |
| 関東広域圏    | フジテレビ         | フジテレビ系列 | 制作局 |
| 北海道        | 北海道文化放送     | フジテレビ系列 |        |
| 岩手県        | 岩手めんこいテレビ | フジテレビ系列 |        |
| 宮城県        | 仙台放送           | フジテレビ系列 |        |
| 秋田県        | 秋田テレビ         | フジテレビ系列 |        |
| 山形県        | 山形テレビ         | フジテレビ系列 | [ 1 ]  |
| 福島県        | 福島テレビ         | フジテレビ系列 |        |
| 新潟県        | 新潟総合テレビ     | フジテレビ系列 |        |
| 長野県        | 長野放送           | フジテレビ系列 |        |
| 静岡県        | テレビ静岡         | フジテレビ系列 |        |
| 富山県        | 富山テレビ         | フジテレビ系列 |        |
| 石川県        | 石川テレビ         | フジテレビ系列 |        |
| 福井県        | 福井テレビ         | フジテレビ系列 |        |
| 中京広域圏    | 東海テレビ         | フジテレビ系列 |        |
| 近畿広域圏    | 関西テレビ         | フジテレビ系列 |        |
| 島根県 鳥取県 | 山陰中央テレビ     | フジテレビ系列 |        |
| 広島県        | テレビ新広島       | フジテレビ系列 |        |
| 岡山県 香川県 | 岡山放送           | フジテレビ系列 |        |
| 愛媛県        | テレビ愛媛         | フジテレビ系列 |        |
| 福岡県        | テレビ西日本       | フジテレビ系列 |        |
| 佐賀県        | サガテレビ         | フジテレビ系列 |        |
| 長崎県        | テレビ長崎         | フジテレビ系列 |        |
| 熊本県        | テレビくまもと     | フジテレビ系列 |        |
| 沖縄県        | 沖縄テレビ         | フジテレビ系列 |        |

※クロスネットのテレビ大分、テレビ宮崎、鹿児島テレビは、当該時間帯で日本テレビ系列の『NNNきょうの出来事』を放送していた関係で一度も放送されなかった。